# Gerbillurus vallinus
Gerbillurus vallinus é uma espécie de roedor da família Muridae.
Pode ser encontrada nos seguintes países: Namíbia e África do Sul.
Os seus habitats naturais são: savanas áridas, campos de gramíneas de clima temperado, e desertos quentes.
Esta espécie está ameaçada por perda de habitat.